# Hamaspora viennotii
Hamaspora viennotii är en svampart som beskrevs av Durrieu 1977. Hamaspora viennotii ingår i släktet Hamaspora och familjen Phragmidiaceae.   Inga underarter finns listade i Catalogue of Life.